# جون إيرل
جون إيرل (بالإنجليزية: John Earl)‏ (30 نوفمبر 1822 في المملكة المتحدة - 5 فبراير 1874 في المملكة المتحدة) هو لاعب كريكت بريطاني (وحمل سابقاً جنسية المملكة المتحدة لبريطانيا العظمى وأيرلندا). لعب مع Manchester Cricket Club ‏.

## وصلات خارجية
- جون إيرل على موقع إي آس بي آن كريك إنفو (الإنجليزية)